# 빙엄 캐니언 광산
지역 주민들 사이에서 케네콧 구리 광산으로 더 잘 알려진 빙엄 캐니언 광산은 유타주 솔트레이크시티 남서쪽의 오커 산맥에 있는 큰 반암 구리 광상을 채굴하는 노천 채굴 작업장이다. 이 광산은 세계에서 가장 큰 인공 굴착지이자 가장 깊은 노천광으로, 역사상 어떤 광산보다도 많은 구리, 즉 19,000,000 쇼트톤 (17,000,000 롱톤; 17,000,000 t) 이상을 생산했다고 여겨진다. 이 광산은 영국-호주 다국적 기업인 리오 틴토 그룹이 소유하고 있다. 빙엄 캐니언 광산의 구리 생산 작업은 광산, 농축 플랜트, 제련소, 정련소를 운영하는 케네콧 유타 구리 회사를 통해 관리된다. 이 광산은 1906년부터 생산을 시작했으며, 깊이 0.75 마일 (1,210 m) 이상, 폭 2.5 마일 (4 km)의 구덩이를 만들었고, 면적은 1,900 에이커 (3.0 mi2; 770 ha; 7.7 km2)에 달한다. 1966년에는 '빙엄 캐니언 노천 구리 광산'이라는 이름으로 미국 국립역사기념물로 지정되었다. 이 광산은 2013년 4월에 대규모 산사태를 겪었고, 2013년 9월에는 소규모 산사태가 발생했다.

## 역사
구리 광석 형태의 광물은 1848년 에라스투스 빙엄의 아들이자 1847년 9월의 후기성도 개척자인 샌포드 빙엄과 토마스 빙엄 형제가 자신들의 소를 방목하던 빙엄 캐니언에서 처음 발견했다. 그들은 자신들의 발견을 지도자인 브리검 영에게 보고했는데, 그는 당시 정착지 생존과 설립이 최우선이었으므로 광업 활동을 추구하는 것에 반대했다. 형제는 지시에 따라 그 목적에 매진했으며 광업권을 주장하지 않았다. 1850년 빙엄 가족은 현재의 위버 카운티로 이주하여 오늘날까지 자신들의 이름으로 알려진 협곡을 떠났다.

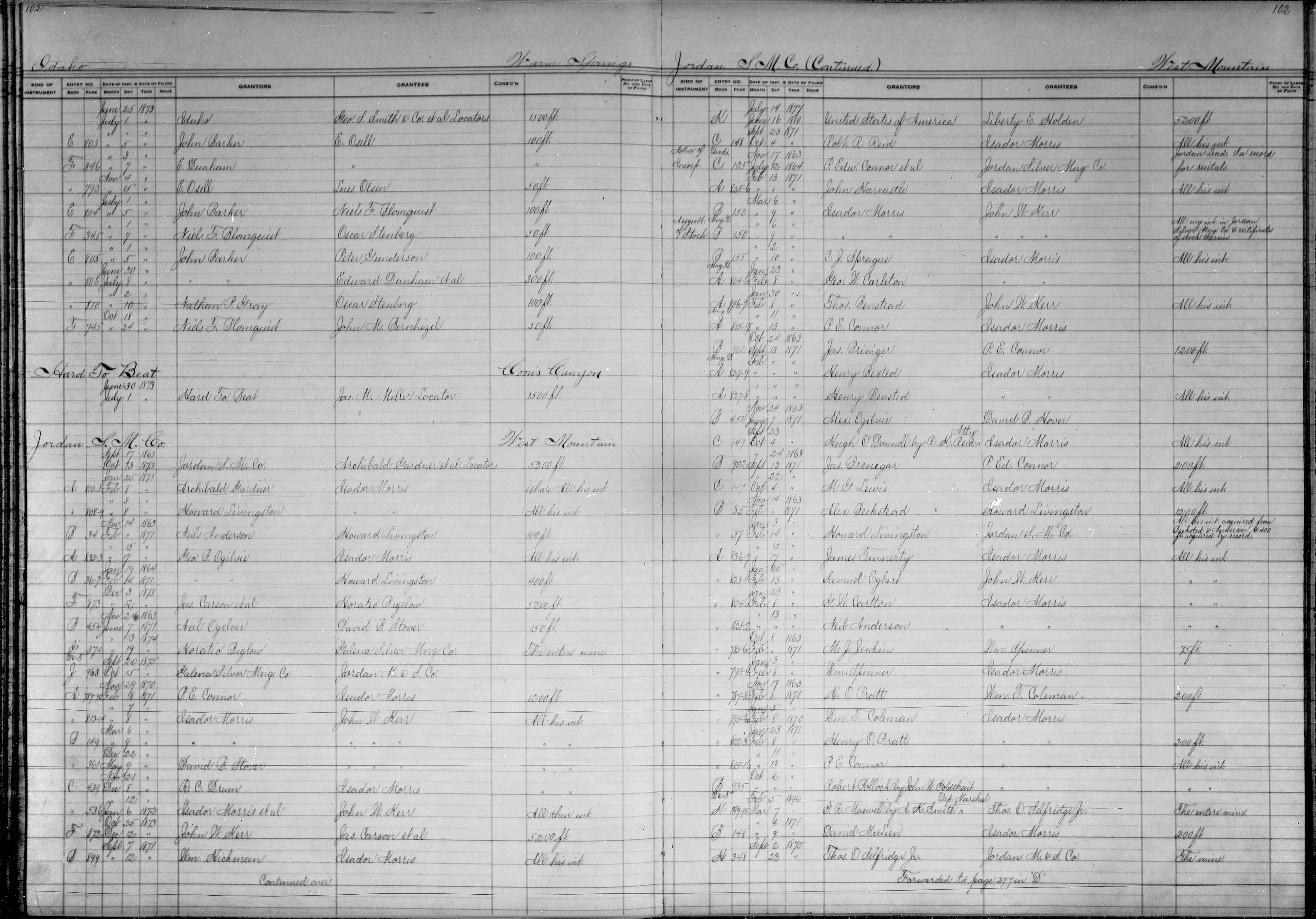
솔트레이크군 기록원 광업 요약서 A권 102페이지, 1863년 조던 S.M.Co 광업권 표시.

빙엄 광산은 역사적인 웨스트 마운틴 광업 지구의 일부였다. 1863년 9월 17일, 유타 주에 광업 지구가 조직되면서 광석 추출이 시작되었고, 협곡의 광물 자원 잠재력이 널리 인식되기 시작했다. 최초의 광업권은 1863년 9월 17일, 지구가 조직된 날에 "Jordan S.M.Co"(은 광업 회사)로 등록되었다.
곧이어 1864년 갈리나와 인디펜던스, 1865년 버크아이와 스패니시를 포함한 다른 광업권들이 뒤를 이었다. 조지 B. 오길비와 23명의 다른 사람들은 1870년에 웨스트 조던 광업권을 등록했다. 처음에는 광업이 사금과 납-은, 구리-금으로 제한되었다. 반암 구리는 가공과 철도가 필요했고, 1873년에 철도가 협곡에 도달했다.:61–62
에노스 앤드류 월은 1887년에 광업권 작업을 시작했다. 그의 200-에이커 (81 ha)에 걸친 광범위한 터널과 시험 굴착을 통해 광석에 2%의 구리가 함유되어 있음을 나타냈다.
이 협곡의 19세기 광산들은 비교적 작았으며, 20세기가 되어서야 노천 채굴을 통한 협곡 광석 채굴의 대규모 개발이 시작되었다. 1896년에 새뮤얼 뉴하우스와 토마스 위어는 구리, 은, 금이 풍부한 하이랜드 보이 광산(Highland Boy Mine)을 인수했다. 그들은 영국 투자자들과 함께 유타 통합 금광 회사(Utah Consolidated Gold Mines, Ltd.)를 설립했다. 그리고 나서 유타 구리 회사(Utah Copper Company) 부지 옆의 저품위 구리 광석 개발을 위해 보스턴 통합 금 및 구리 회사(Boston Consolidated Gold and Copper Co., Ltd.)를 설립했다.:93–94
또 다른 중요한 발전은 1903년 다니엘 C. 재클링과 에노스 A. 월이 유타 구리 회사를 설립하면서 일어났다. 유타 구리는 즉시 협곡 입구 바로 너머 코퍼턴에 파일럿 제련소 건설을 시작했으며, 회사는 1906년에 실제로 채굴을 시작했다.

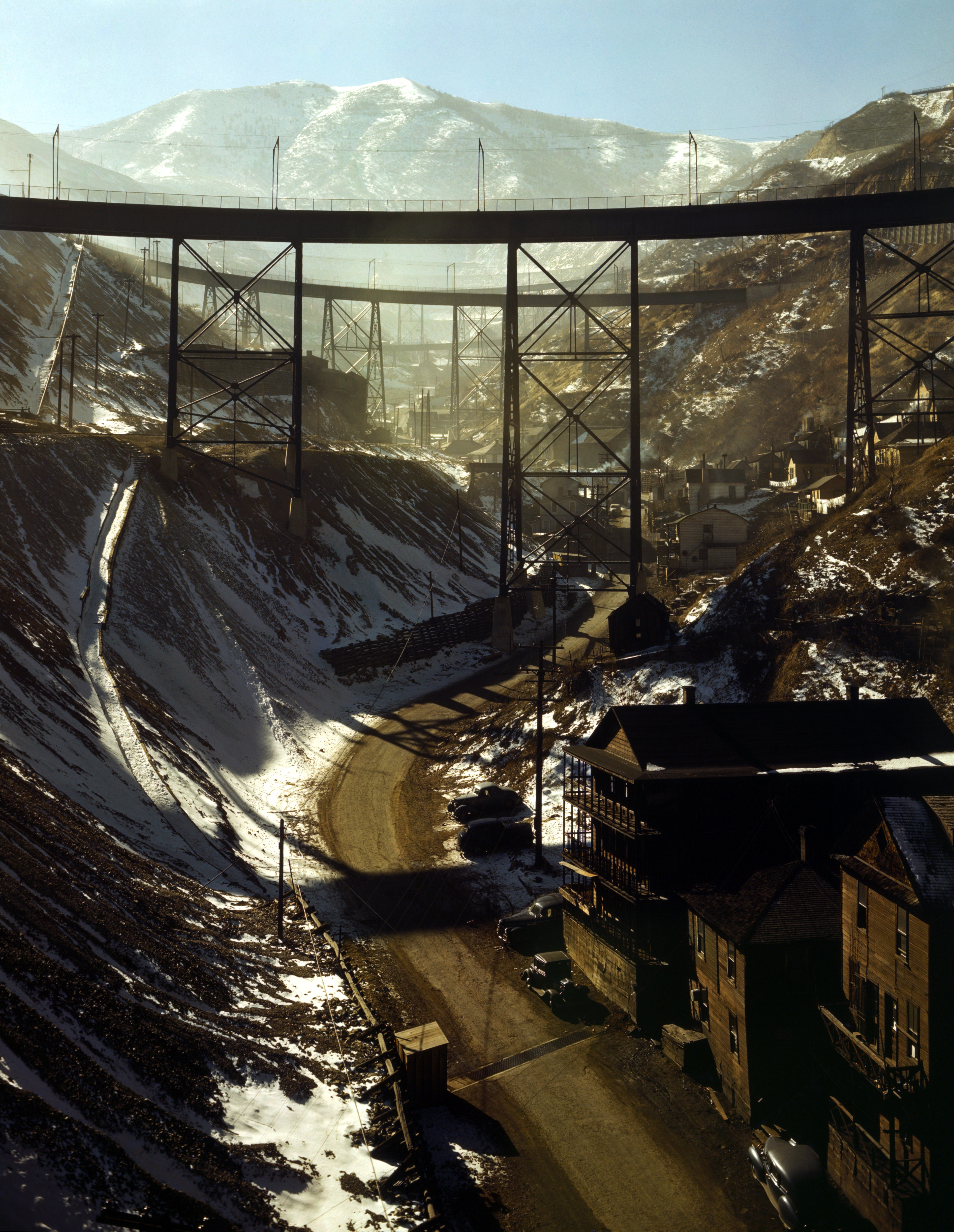
빙엄 캐니언 광산, 1942년 11월. "G" 교량에서 바라본 카 포크 캐니언.

유타 구리 회사가 빙엄 캐니언의 거대하지만 저품위인 반암 구리 광체를 채굴하는 데 성공한 것은 1904년 재클린이 노천 채굴, 증기 삽, 철도를 사용하기로 결정한 데 기반을 두었다. 이 광산은 "철도-갱도 작업"의 본보기가 되었고, 광산과 ASARCO 제련소 작업으로 이루어진 산업 단지는 1912년까지 "세계에서 가장 큰 산업 광업 단지"가 되었다.:168–170
유타 구리와 보스턴 통합은 1906년 별도의 지표 작업이 서로 접근하자 합병했다. 알래스카주 케네콧에서 광산을 운영하기 위해 설립된 케네콧 구리 공사는 1915년 유타 구리의 25% 지분을 매입했으며, 이는 1923년 75%로 증가했다.:82,151

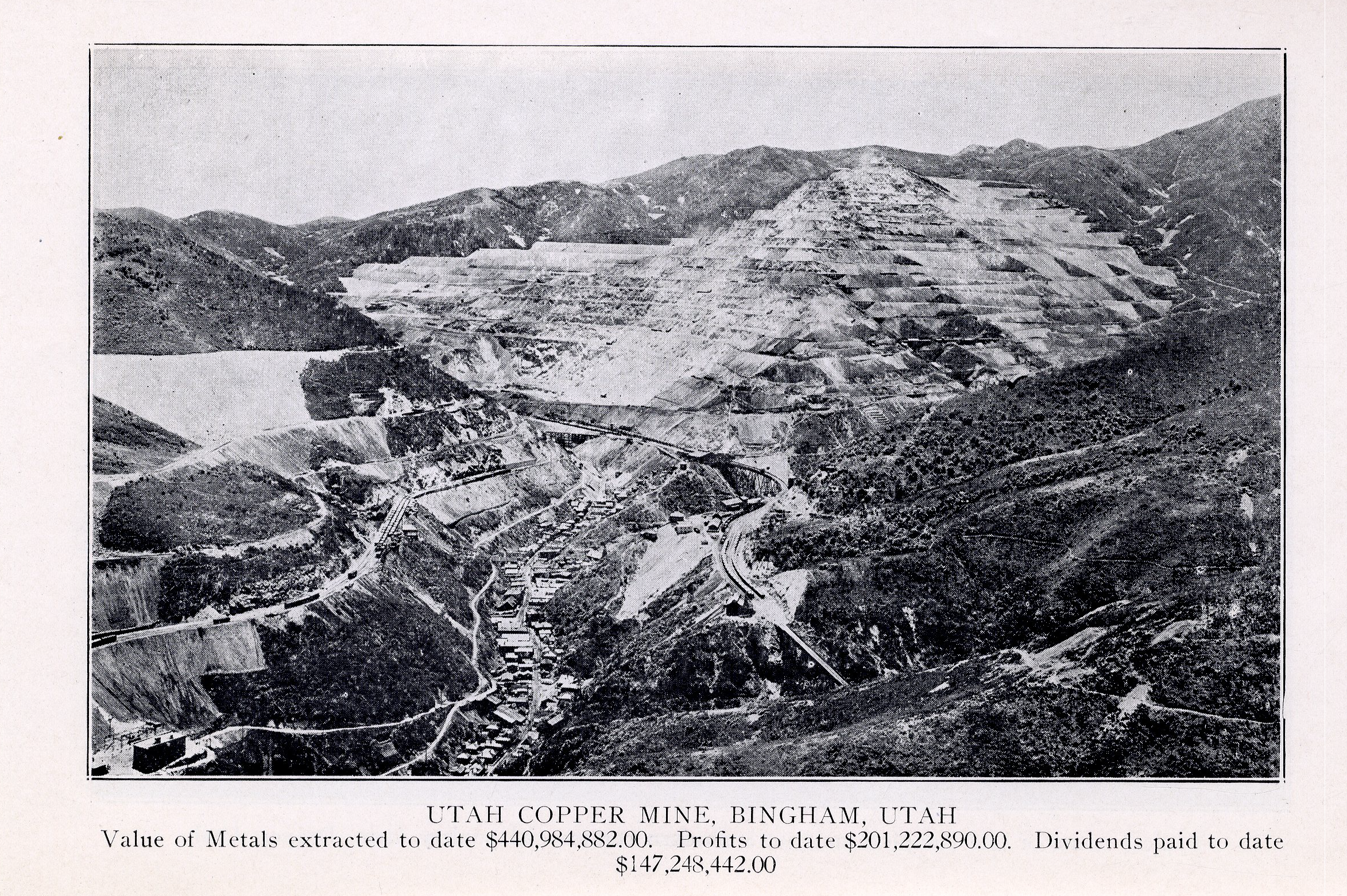
유타 구리 광산, c. 1925년, 빙엄 캐니언의 메인 스트리트 전경. 감사원은 광산의 총 수입을 기록했다. 1928년 솔트레이크군 감사원 연례 보고서 이미지.

빙엄 캐니언 광산은 급속히 확장되었고, 1920년대에는 이 지역이 활기찬 활동의 중심지가 되었다. 약 15,000명의 다양한 민족이 가파른 협곡 벽에 건설된 대규모 주거 단지에 거주했다. 채굴 기술이 향상되면서 인구는 급격히 감소했고, 여러 채굴 캠프는 계속 확장되는 광산에 의해 사라졌다. 1980년 라크가 해체될 무렵에는 빙엄 캐니언 입구에 위치한 코퍼턴만이 인구 800명으로 남아 있었다.
1911년까지 존재했던 21개의 개별 광업 운영은 1970년에 케네콧과 아나콘다 미네랄 회사 두 곳으로 통합되었다. 1985년 케네콧의 유타 구리에 의해 노천 채굴 작업이 중단되었다. 1986년 케네콧은 근처 바니 캐니언에서 금을 발견했다.

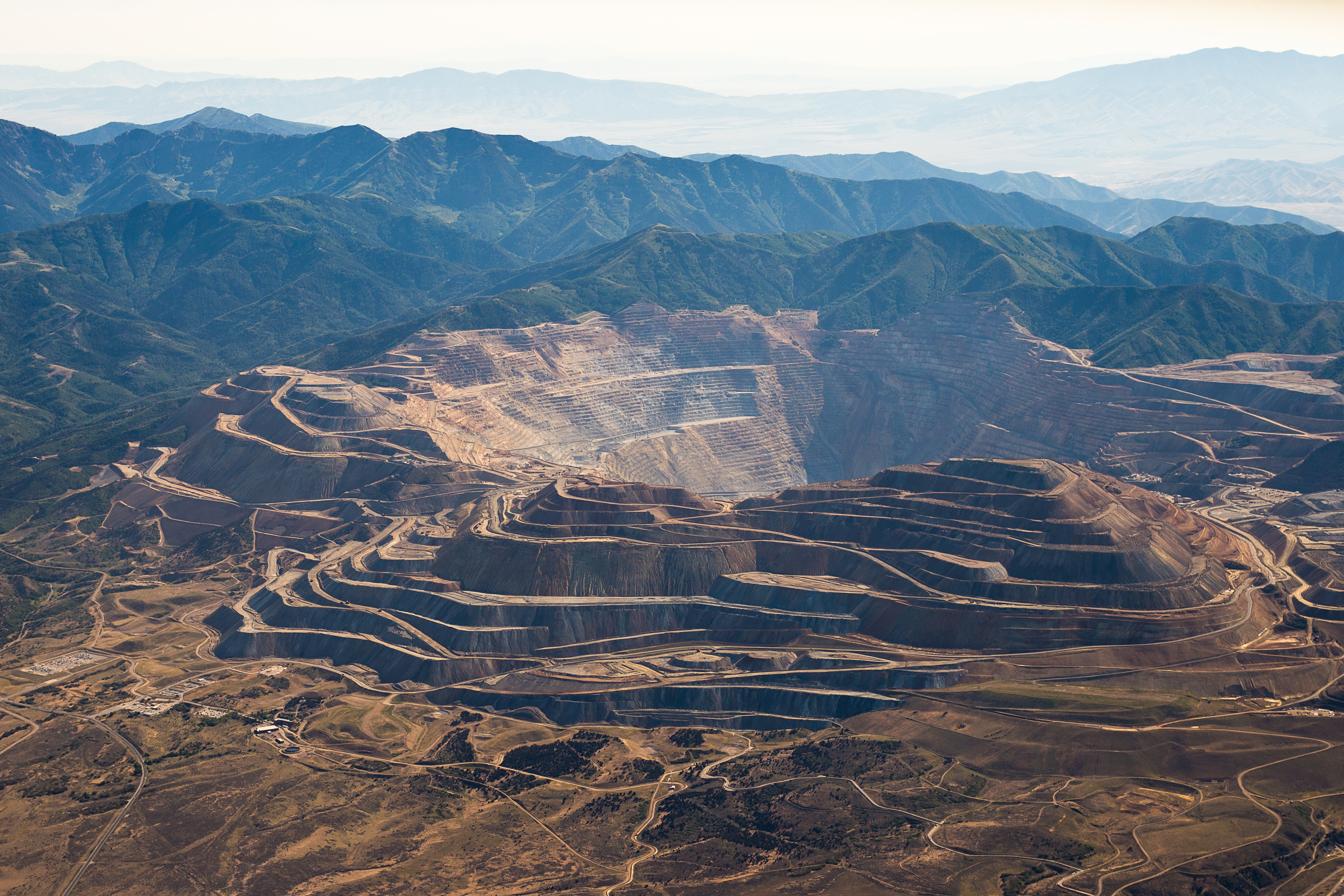
빙엄 캐니언 광산, 2018년 6월 촬영된 항공 사진

KCC는 1981년 소히오에 인수되었고, BP 미네랄이 자산을 매입한 후 1987년 광산이 재개장했다. 1989년 리오 틴토 그룹이 자산을 인수하여 광산, 제분소, 제련소를 현대화했다.:9
노천 소유주들은 구식의 1000량 철도를 컨베이어 벨트와 파이프라인으로 교체하여 광석과 폐기물을 운반하게 함으로써 비용을 거의 30% 절감하고 수익성을 회복했다.

### 산사태
2013년 4월 10일 오후 9시 30분, 광산에서 산사태가 발생했다. 약 2.3–2.5십억 세제곱피트 (65×106–70×106 m3)의 흙과 암석이 광산 측면을 따라 굉음을 내며 쏟아져 내렸다. 이는 북아메리카에서 역사상 가장 큰 비화산성 산사태일 가능성이 있다. 광산의 가파른 벽이 산사태 위험이 높다는 점을 고려하여, 지반 안정성을 모니터링하기 위해 이전에 간섭계적 레이더 시스템이 설치되었다. 이 시스템이 발생시킨 경고 덕분에 산사태를 예상하고 전날 광업 작업이 중단되었으며 인명 피해는 없었다. 이 대규모 산사태로 인해 구리 생산량이 100,000 tonne (98,000 롱톤; 110,000 쇼트톤) 감소할 것으로 예상되었다. 2013년 9월 11일, 두 번째 산사태로 인해 100명의 작업자가 대피했다. 2021년 5월 31일에는 덜 심각한 산사태가 또 발생했다.

### 환경 역사
다른 산업 시대 광업 작업과 유사하게, 이 광산은 역사적으로 물고기와 야생 동물의 서식지에 부정적인 환경 영향을 미쳤을 뿐만 아니라 대기 및 수질 오염을 유발하여 주변 대중에게 건강상의 위험을 초래했다. 환경 보전에 관심 있는 여러 연방 기관은 엄격한 법적 규제를 사용하여 케네콧 구리 광산의 자회사가 환경 규제를 준수하도록 압력을 가했다. 1990년대 초반부터 케네콧은 영향을 받은 지역의 정화 노력에 4억 달러 이상을 지출하여, 슈퍼펀드 국립 우선 목록(NPL)에 등재될 수 있는 규제 법률을 피했다.
위 그림은 빙엄 캐니언 광산의 1985년과 2016년 변화를 파악하는 데 사용된 두 위성 사진을 비교한 것이다.
JuxtaposeJS Embed

## 지질학

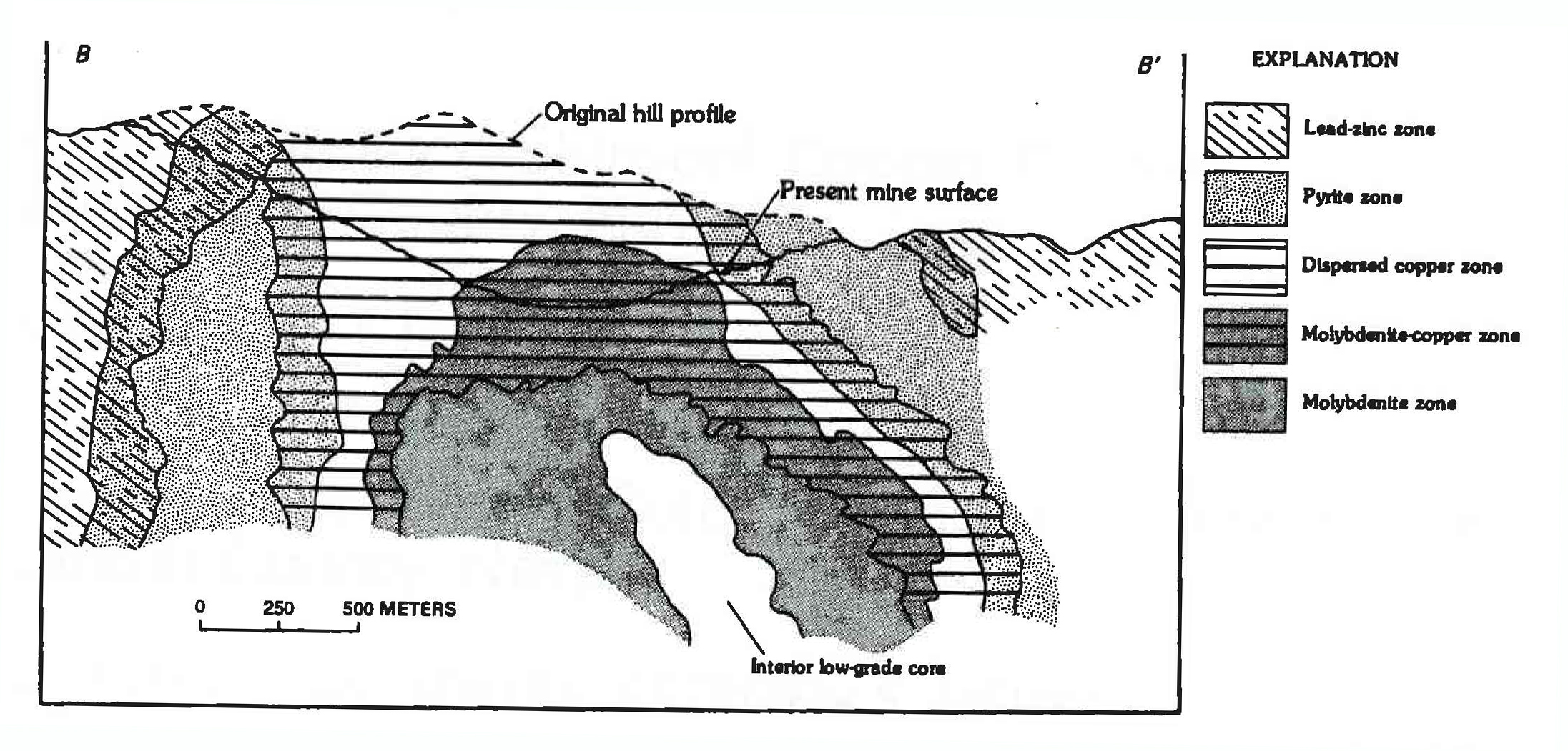
노천광을 통한 단면, 광석의 지역성 표시

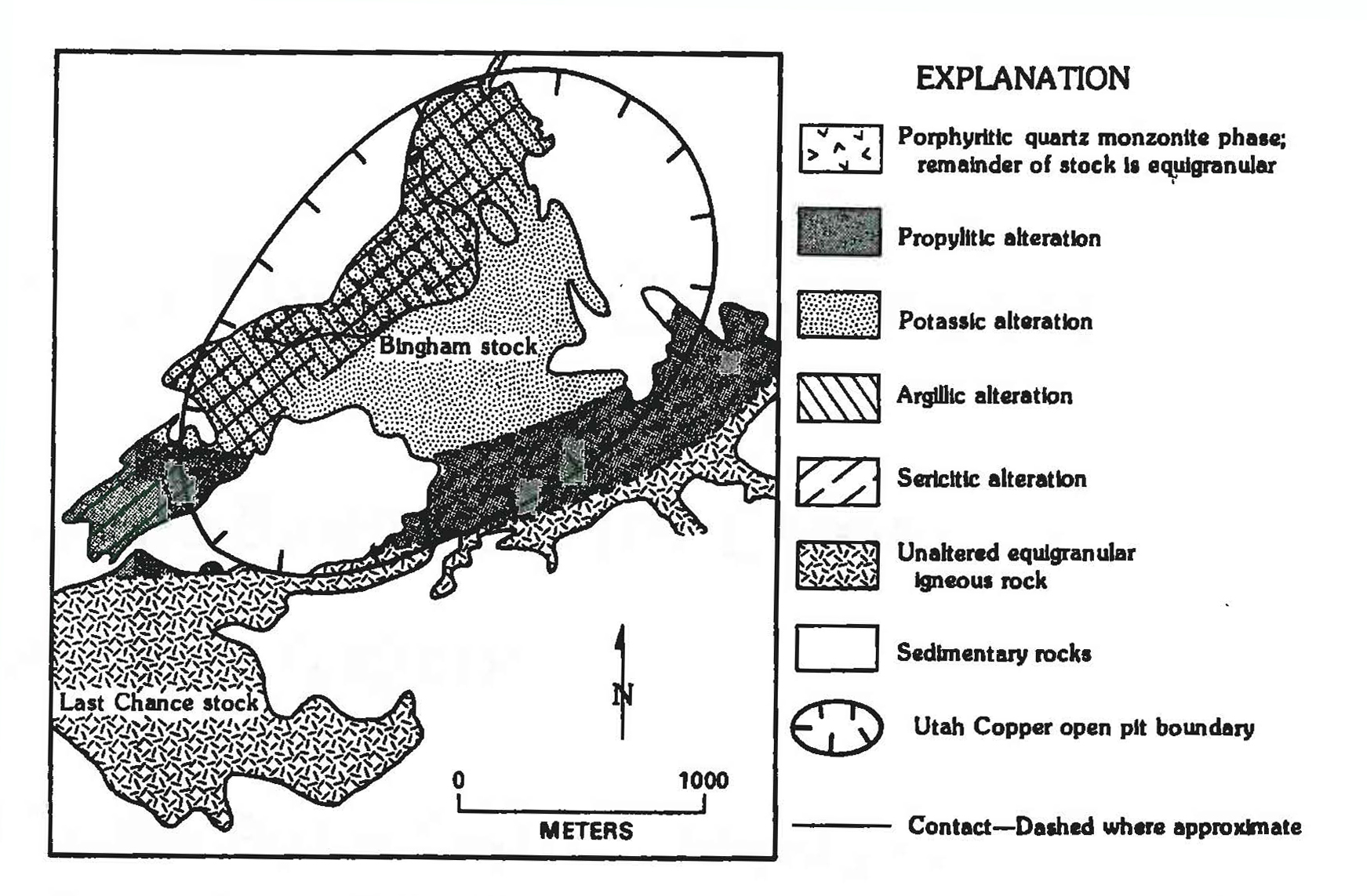
암반 지질 및 변질대, USGS를 보여주는 지질 지도.

빙엄 캐니언 광상은 빙엄 오버트러스트 단층에 존재한다. 이들은 퇴적암에 석영 몬조나이트 반암이 관입하여 형성된 반암 구리 광상이다. 이들은 빙엄 암주 주변에 동심원적 변질 패턴과 광물학적 지역성을 나타낸다. 이 지역은 자철석을 포함하는 중심핵으로 구성되며, 그 뒤로 "구리 함량이 낮은 휘수연석 지역, 반동석-황동석-금 고품위 구리 지역, 황철석-황동석 지역, 황철석 지역, 그리고 가장 바깥쪽의 납-아연 지역"이 이어진다.:E1, E8
구조지질학적으로, 후기 고생대 암석은 백악기 세비어 조산운동 동안 선캄브리아 시대 크라톤 위로 충상단층되었다. 이 암석들은 나중에 제3기에 화강암 암석에 의해 관입되고 변질되었다. 이 화성 활동은 금, 은 및 기타 비철 금속의 침전의 원천이었다.:E4
구리와 몰리브데넘 황화물 광물은 관입된 암주와 인접한 탄산염 퇴적 스카른에 분산되어 있다. 빙엄 캐니언의 주요 층서 암석은 오커 그룹의 빙엄 광산 형성으로 알려진 상부 펜실베이니아기 사암, 규암, 석회암이다. 중심 반암 광석은 맨틀 열수 순환에 의해 형성되었고, 외부 광맥과 퇴적암의 광상은 마그마와 운석수가 혼합될 때 더 낮은 온도에서 형성되었다.

## 회수 과정
채굴된 광석은 근처 마그나에 있는 케네콧 제련소에서 처리된다. 광석은 농축기를 통해 통과하며, 그라인딩 밀에서 얼굴 분말 정도의 농도로 갈린다. 그런 다음 부유선별로 맥석을 금속 입자와 분리하는데, 금속 입자는 28% 농축 구리 형태로 떠오르며 소량의 은, 금, 납, 몰리브데넘, 백금, 팔라듐이 함께 부유한다. 선택적 부유선별 단계를 통해 휘수연석 (이황화 몰리브데넘)을 황동석과 분리한다.
여과된 농축 슬러리는 제련소까지 17 마일 (27 km) 파이프라인으로 운반되며, 그곳에서 건조된 후 산소와 함께 플래시 제련로에 주입되어 철과 황을 산화시킨다. 산화된 철은 걷어내고, 이산화 황 가스는 포집되어 현장 산 플랜트로 보내져 매년 백만 톤의 귀중한 황산으로 전환된다.
남은 것은 매트라고 불리는 녹은 황화 구리이다. 70% 구리 매트는 물로 냉각되어 모래와 같은 고형물을 형성한 다음, 산소와 함께 플래시 전환로에 주입되어 98.6% 순도의 녹은 구리를 생산한다. 이 구리는 700-파운드 (320 kg) 애노드 판으로 주조되어 철도로 정련소로 운송된다.
정련소에서는 애노드 판을 평평하게 압착하고 스테인리스강 캐소드 블랭크와 교차시킨다. 자동 로봇 차량이 준비된 애노드를 산성 전해질이 담긴 셀에 넣는다. 셀이 전기를 띠면 애노드가 천천히 용해되어 구리 이온을 방출하고, 이 이온은 캐소드에 99.99% 순수 구리로 침착된다.
불순물과 귀금속은 전해 셀 바닥에 애노드 슬라임으로 침전된다. 염소화 침출 과정을 통해 금과 은을 회수하며, 이는 유도 용광로에서 녹인다.

## 운영

유타 구리 회사 제련소, 빙엄 캐니언, c. 1910

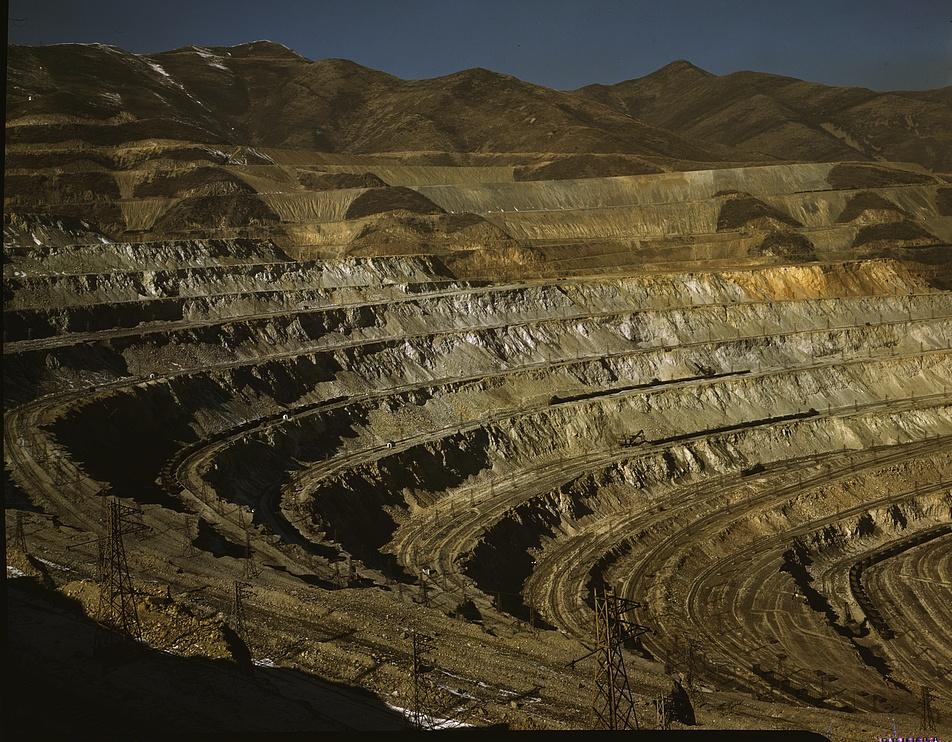
카 포크에 있는 유타 구리 회사 노천 광산 작업 현장, 1942년. 사진: 안드레아스 파이니거.

케네콧의 빙엄 캐니언 광산은 세계에서 가장 큰 인공 굴착지이며, 궤도를 도는 우주왕복선에서도 육안으로 볼 수 있다. 약 2,000명의 작업자를 고용하여 매일 450,000 쇼트톤 (400,000 롱톤; 410,000 t)의 물질을 광산에서 제거한다. 전기 삽은 한 번에 최대 56 세제곱야드 (43 m3) 또는 98 쇼트톤 (88 롱톤; 89 t)의 광석을 운반할 수 있다. 광석은 각각 255 쇼트톤 (228 롱톤; 231 t)의 광석을 운반하는 64대의 대형 덤프 트럭에 실린다. 트럭 자체는 각각 약 3백만 달러가 든다. 광석을 코퍼턴 농축기와 부유선별 공장으로 운반하는 five-마일 (8 km) 길이의 컨베이어 시리즈가 있다. 가장 긴 컨베이어는 3 마일 (4.8 km) 길이이다.
2010년 현재, 케네콧 유타 구리는 미국에서 두 번째로 큰 구리 생산자였으며, 미국 구리 수요의 약 13-18%를 충족했다. 이 광산은 세계 최고 생산 구리 광산 중 하나이며,  1870만 단톤 (1670만 장톤; 17.0 Mt) 이상을 생산했다. 매년 케네콧은 약  30만 단톤 (272 kt 또는 26만 8천 장톤)의 구리와 함께  40만 트로이 온스  (13.7 단톤 12.4 톤, 또는 12.2 장톤)의 금,  400만 트로이 온스 (124 톤, 137 단톤 또는 122 장톤)의 은, 약 1만 단톤 (9,100 톤 또는 8,900 장톤)의 몰리브데넘, 그리고 제련 공정의 부산물로 약 100만 단톤 (910 kt 또는 89만 장톤)의 황산을 생산한다. 리오 틴토는 1989년에 케네콧 유타 구리를 인수했으며, KUC 운영 현대화에 약 20억 달러를 투자했다.

### 생산
빙엄 캐니언은 세계에서 가장 생산적인 광산 중 하나임이 입증되었다. 2004년 현재, 이곳의 광석은 1,700만 톤 이상의 구리, 715톤의 금, 5,900톤의 은, 그리고 425,000톤의 몰리브데넘을 산출했다. 빙엄 캐니언 광산에서 추출된 자원의 가치는 콤스톡 로드, 클론다이크, 캘리포니아 골드 러시 광산 지역을 합친 것보다 더 크다. 칠레, 인도네시아, 애리조나주, 페루, 콩고 민주 공화국, 잠비아의 광산들은 2023년에 빙엄 캐니언의 연간 생산량을 초과했다. 2005년의 높은 몰리브데넘 가격은 그 해 빙엄 캐니언에서 생산된 몰리브데넘이 구리보다 더 많은 가치를 가지게 했다. 2006년 빙엄 캐니언에서 생산된 금속의 가치는 18억 달러였다.
2023년 현재, 이 지역은 연간 약 150,000 쇼트톤 (140,000 t)의 구리 광석을 생산했다.

## 환경 영향
1990년, 이전에 홍수림이었던 곳에 지어진 주택들이 높은 수준의 납과 비소에 오염된 것으로 밝혀졌다. 1990년대 초부터 주 유타 환경 품질부와 연방의 감독 하에 100년간 축적된 영향들을 정화하기 위한 활동이 시작되어 현재까지 진행 중이다.
EPA는 1994년 슈퍼펀드 부지로 등재될 것이 제안된 후 "케네콧 남부 구역/빙엄"을 슈퍼펀드 웹페이지에 등재했다. 남부 구역에는 솔트레이크시티 남서쪽 약 25 mi (40 km)에 위치한 오커 산맥의 빙엄 광산 지역, 노천광, 폐석 더미, 코퍼턴 제련소 및 기타 역사적 유적지가 포함된다. 회사는 오염된 토지를 자발적으로 정화하는 슈퍼펀드 대체 접근법을 통해 NPL에 등재되는 규제 문제를 피했다. 등재 제안은 2008년에 철회되었다.

### 1900–1909
1904년까지 솔트레이크 계곡에는 3개의 대규모 구리 제련소와 1개의 납 제련소가 있었다. 굴뚝에서 배출되는 이산화 황 가스는 인근 농작물에 상당한 피해를 입혔다. 1904-1905년 겨울 동안 농부들은 단합하여 유타주 미국 지방법원에 제련소를 상대로 소송을 제기하기로 결정했다. 1906년, 연방 법원 마셜 판사는 제련소가 황을 10% 이상 함유한 광석을 제련할 수 없다고 판결했으며, 이는 앞서 언급된 모든 제련소를 사실상 폐쇄하는 결과를 가져왔다.

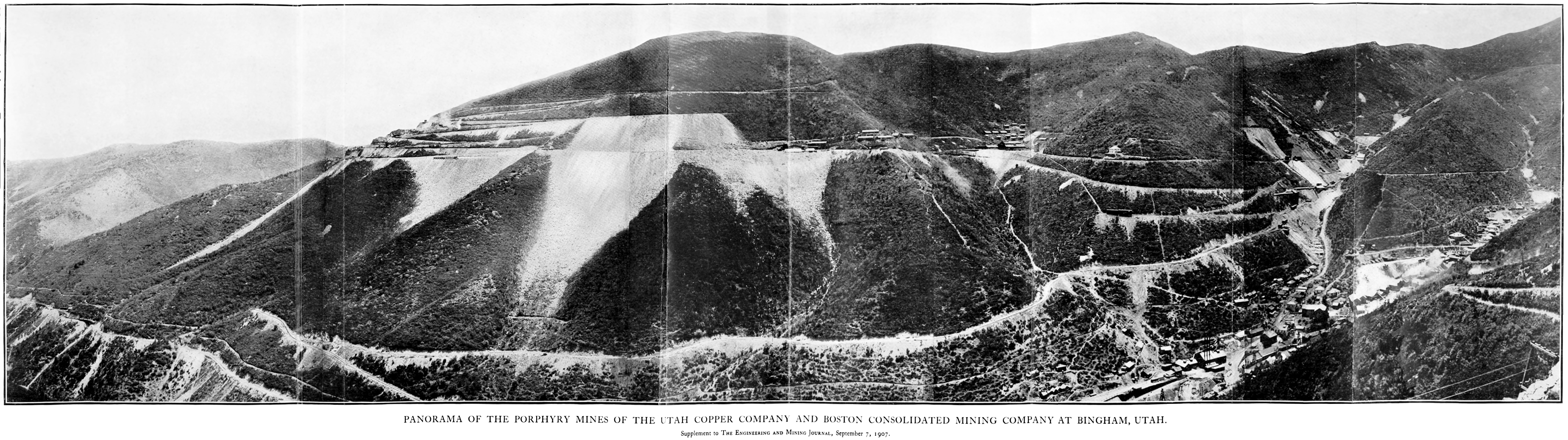
1907년 유타 구리 회사 및 보스턴 컨솔리데이티드 광산 회사의 광산 파노라마.

### 1910–1979
케네콧 구리 광산은 유타 구리 및 케네콧 구리 광업 회사의 합병 후 1910년에 설립되었다. 1912년까지 환경 보호 단체들은 조직에서 사용되는 높은 수준의 석면에 대해 불평하고 있었다. 케네콧 공사는 구리 가공에 매우 높은 온도가 필요하기 때문에 화재 예방을 위해 석면을 사용하고 있었다. 구리는 4,644 °F(2,562 °C)의 매우 높은 끓는점을 가지고 있으며, 광석에 존재하는 다른 금속 및 불순물로부터 구리를 분리하기 위해 다른 화학 물질의 사용도 필요하다. 석면은 미세한 입자를 가지고 있어 대기 중으로 분산되어 광산 인근에 거주하는 노동자와 개인의 질병에 기여했다. 석면은 흉막 섬유증, 피부 사마귀, 폐암과 같은 질병의 원인이 된다.
케네콧 공사는 비소 및 수은과 같은 중금속 배출에 기여한 것으로도 언급되었다. 1940년까지 비소와 수은 또한 환경 보호 기관들이 케네콧 공사에 대해 제기한 우려 사항 중 일부였다. 수은과 비소는 소량이라도 건강에 위험하다.

### 1980–1989
| 연도 | 양                                           | 유출 물질        | 원인       |
| ---- | -------------------------------------------- | ---------------- | ---------- |
| 1989 | 100,000,000 미국 갤런 (380,000,000 l) (추정) | 비소 함유 처리수 | 알 수 없음 |

1980년대 조사에 따르면 광업 활동에서 유해 물질이 방출되어 지하수 오염이 발생했다. 유타주는 케네콧에 대해 법적 조치를 취하고 1986년 10월에 천연 자원, 특히 지하수 손실 및 파괴에 대한 손해 배상 청구를 제기했다.
또한 광미 댐으로 인한 위협도 있었다. 1988년 3월에 발표된 공학 보고서에 따르면 마그나 마을을 가리는 광미 댐이 지진으로 인해 붕괴될 위험이 있으며, 10억 톤 규모의 광미 연못이 제방이 붕괴될 경우 인근 주택들을 매몰시킬 것이라고 밝혔다. 광산 측은 광미 연못 근처의 전체 구역을 매입하고, 제방이 붕괴될 경우 회사의 책임 계산, 제방 강화를 위해 5억 달러 (오늘날 $1.1억 달러) 투자, 그리고 공학 보고서를 대중의 눈에 띄지 않게 하기 위해 주 규제 기관과 공모하는 등 다양한 잠재적 전략을 제안하며 대응했다.

### 1990–1999
| 연도 | 양                                           | 유출 물질           | 원인              |
| ---- | -------------------------------------------- | ------------------- | ----------------- |
| 1999 | 100,000,000 미국 갤런 (380,000,000 l) (추정) | 비소 함유 처리수    | 알 수 없음        |
| 1998 | 알 수 없음                                   | 산성 암반 배수      | 막힌 파이프       |
| 1997 | 알 수 없음                                   | 황산구리            | 막힌 배출 밸브    |
| 1997 | 알 수 없음                                   | pH 2.5-4.0의 처리수 | 파열된 파이프라인 |
| 1993 | 45,000 미국 갤런 (170,000 l)                 | 폐수                | 이송 라인 파열    |
| 1991 | 30,000 미국 갤런 (110,000 l)                 | 산업 폐수           | 라인 파손         |

1990년대 초부터 광산의 먼지 배출이 주변 지역을 오염시키기 시작했으며, 광산 근처 지역에서 PM10 (직경 10μm 이하의 입자상 물질) 수치가 28μg/m³에서 50μg/m³로 상승하여 주민들의 심각한 건강 문제를 야기했다. PM10 상승에 대한 첫 보고서는 1992년 슈워츠와 도커리에 의해 제안되었다. 그 후 1997년 카터(브리검영 대학교 교수)는 광산에서 배출되는 PM10이 인근 주민들에게 폐 손상을 일으켰다고 주장했다.
1995년, 광업이 지하수 오염을 야기했다는 과학적 연구 결과에 따라 유타주는 케네콧 기업이 수질 오염 통제를 위해 3,700만 달러(오늘날 $63만 달러)를 지불하도록 하는 법률을 통과시켰다.
광산 배출 하수에는 다량의 비소와 셀레늄이 포함되어 있었는데, 셀레늄은 특히 새, 물고기, 양서류에 독성이 강하여 1990년대 초에 어류 개체수의 약 30%가 폐사했다. 1995년 케네콧, EPA, 유타주는 케네콧이 배출 하수를 계속 정화하겠다는 내용의 협정에 서명했다.

### 2000–2014
2000년부터 2011년까지 빙엄 캐니언 구리 광산은 수많은 화학 물질 유출을 겪었다.
| 연도 | 양                                              | 유출 물질                       | 원인                        |
| ---- | ----------------------------------------------- | ------------------------------- | --------------------------- |
| 2011 | 145,424 미국 갤런 (550,490 l)                   | 구리 광미                       | 장비 오작동                 |
| 2011 | 100,000–290,000 미국 갤런 (380,000–1,100,000 l) | 구리 광미                       | 알 수 없음                  |
| 2011 | 160,000 미국 갤런 (610,000 l)                   | 광미                            | 알 수 없음                  |
| 2010 | 4,000–5,000 미국 갤런 (15,000–19,000 l)         | 황산                            | 알 수 없음                  |
| 2007 | 1,240,000 미국 갤런 (4,700,000 l)               | 비소 함유 처리수                | 저온                        |
| 2006 | 270,000 미국 갤런 (1,000,000 l)                 | 처리수                          | 펌프 고장                   |
| 2006 | 660,000 미국 갤런 (2,500,000 l)                 | 비소 함유 처리수                | 균열 파이프                 |
| 2006 | 1,000,000 미국 갤런 (3,800,000 l)               | 처리수                          | 지시계 고장                 |
| 2004 | 4,000,000 미국 갤런 (15,000,000 l)              | 비소 함유 처리수                | 균열 파이프                 |
| 2004 | 2,000,000 미국 갤런 (7,600,000 l)               | 비소 함유 처리수                | 처리수 라인 파열            |
| 2004 | 202,000 미국 갤런 (760,000 l)                   | 처리수                          | 파이프라인 고장             |
| 2003 | 70 쇼트톤 (64 t)                                | 구리 농축액                     | 알 수 없음                  |
| 2003 | 10.27 쇼트톤 (9.32 t)                           | 비소, 구리, 납 함유 구리 농축액 | 파이프라인 파열             |
| 2003 | 240,681 쇼트톤 (218,342 t)                      | 구리, 비소, 납                  | 구리 농축액 파이프라인 파열 |
| 2002 | 5,800 미국 갤런 (22,000 l)                      | 슬래그 포트의 처리수            | 막힌 배수 라인              |
| 2001 | 19 파운드 (8.6 kg)                              | 비소, 크로뮴, 납                | 광미 파이프라인 고장        |
| 2000 | 110 쇼트톤 (100 t)                              | 광석 슬러리                     | 광석 라인 누출              |
| 2000 | 18,000 쇼트톤 (16,000 t)                        | 황산                            | 플랜지 고장                 |

EPA는 광산의 여러 유출과 유출로 인해 72-제곱마일 (190 km2)의 오염된 지하수 수원이 형성되었다고 추정했다. 지하수 오염의 장기적인 영향으로는 솔트레이크 계곡의 인구가 증가함에 따라 지표수 해결책에 대한 수요가 증가할 수 있는데, 이는 카운티가 지하수 공급원을 활용할 수 없게 되기 때문이다.
2007년, 케네콧 유타 구리 LLC는 남부 오커 산맥의 로즈 캐니언 랜치와 솔트레이크군의 옐로우 포크 캐니언 토지로 토지 보유를 확장하는 것을 고려했다. 케네콧은 1916년 목축 농장법에 따라 광업권을 신청할 권리가 있다고 주장한다.
2008년, 미국 내무부 어류 및 야생동물 관리국은 셀레늄, 구리, 비소, 아연, 납, 카드뮴 등의 유해 물질 방출로 인해 케네콧을 고소했다. 연방 생물학자는 이러한 화학 물질이 철새 개체군을 지탱하는 생태계와 자원, 그리고 다른 어류 및 야생 동물 서식지에 큰 피해를 입혔다고 주장했다.
마그나 근처 북부 지역에서는 광산 채굴 생산이 시작된 이래로 광대한 남부 광미 연못이 광미를 수집해 왔다. 케네콧 유타 구리 LLC는 마그나의 광미 연못 댐을 확장하기 위한 광미 확장 프로젝트(TEP)를 요청했으며, 이미 1.8십억-쇼트톤 (1.6십억-tonne) 용량에 달하는 이 댐을 확장하고, 그레이트솔트호 남쪽 721 ac (1.1 mi2; 2.9 km2) 면적의 습지까지 확장할 계획이다. 회사는 구조물의 불안정성으로 인해 조사를 받아왔다. 솔트레이크 트리뷴은 2007년 주요 지진 발생 시 광미 연못이 붕괴될 경우 발생할 수 있는 잠재적 피해에 대한 정보를 회사가 공개하지 않았음을 폭로하는 보도를 발표했다. 2001년부터 2009년까지 진도 2.3에서 3.4에 이르는 6번의 지진이 발생했으며, 평균 진앙은 마그나에서 불과 three 마일 (4.8 km) 떨어져 있었다.

## 대중문화에서
빙엄 캐니언 광산은 1973년 TV 영화 새들의 먹이에 등장했는데, 주인공 헬리콥터 조종사 해리 워커(데이비드 잰슨 분)가 중장비 뒤에 숨어 있던 에어로스파시알 SA 315B 라마를 탄 세 명의 은행 강도와 여성 인질을 추적하기 위해 자신의 휴즈 500을 노천광으로 조종하는 장면이 나온다. 또한 보살핌의 정석에도 중요하게 등장했다. PC 비디오 게임 아메리칸 트럭 시뮬레이터에서 플레이어는 광산에서 화물을 운반하는 것을 시뮬레이션할 수 있다.

## 같이 보기
- 빙엄 캐니언 복원 프로젝트
- 추키카마타, 칠레의 유사한 규모의 구리 광산.

## 더 읽어보기
- (1994) "구리 채굴" 기사, 유타 역사 백과사전. 필립 F. 노타리아니가 작성하고 유타 대학교 출판부에서 발행했다. ISBN 9780874804256. 2022년 11월 3일에 원본에서 보관되었고 2024년 4월 12일에 검색되었다.
- (2014년 9월 15일) 찰스 칼드웰 홀리. 케네콧 이야기: 세 광산, 네 남자, 그리고 백 년, 1887-1997. 유타 대학교 출판부, ISBN 1607813696, 336페이지